# Пучкова, Ольга Алексеевна
О́льга Алексе́евна Пучко́ва (род. 27 сентября 1987, Москва) — российская теннисистка.
Победительница 7 турниров ITF в одиночном разряде.
Полуфиналистка парного турнира Orange Bowl 2004.

## Биография
Ольга Пучкова родилась 27 сентября 1987 года в Москве. Впервые пришла в теннис в возрасте 8 лет.

### Спортивная карьера
Детство провела в Минске, где занималась помимо тенниса фигурным катанием и баскетболом. В 1990-х годах семья Пучковых переехала из Беларуси в США. В феврале 2002 года Ольга Пучкова пришла профессиональный теннис, на начальном этапе спортивной карьеры выступала за Беларусь.

#### Прорыв
Пучкова совершила прорыв в число 50 лучших теннисисток мира в конце 2006 года, когда дважды дошла до финалов[чего?] (Калькутта (III), Квебек (III)), один раз до полуфинала (Ташкент (IV)) и дважды до четвертьфинала (Бали (III), Гуанчжоу (III)). В ходе этих турниров Ольга выбила из борьбы гораздо более именитых соперниц — Ану Иванович, Елену Янкович, Саню Мирзу. Злым гением Ольги стала в то время француженка Марион Бартоли, дважды выбивавшая её из борьбы.

#### 2007
2007 год выдался для Пучковой крайне неудачным. Заняв в начале года наивысшую на данный момент 32-ю позицию в рейтинге WTA, она не сумела закрепить успех — выиграв всего 9 матчей (на момент турнира в Цюрихе), теннисистка проиграла 23. Летом и в начале осени Пучкова установила антирекорд — 11 подряд проигранных матчей, среди которых есть поражения как от сильных спортсменок (Даниэла Гантухова, Луция Шафаржова, Катарина Среботник), так и от «середняков» (Цветана Пиронкова, Вирхиния Руано Паскуаль). Серия неудач прервалась на турнире в Ташкенте, где Пучкова обыграла в первом круге Ироду Туляганову. В итоге год Пучкова закончила на 87-м месте в рейтинге WTA.

#### 2008—2012
В 2008 году за исключением малопрестижного турнира в Шарлотсвилле Пучкова на всех турнирах проигрывала в 1-м — 2-м кругах. Она трижды не прошла квалификацию к турнирам Большого Шлема. К концу года она провалилась в середину второй сотни.
В 2009 году Ольга Пучкова стала победительницей теннисной лиги World TeamTennis в составе команды Washington Kastles, выиграв в финальной встрече решающий матч в одиночном разряде.
В течение четырёх лет, с 2008 года до 2012, Пучкова находилась за пределами 150 лучших позиций рейтинга WTA. Свои неудачи спортсменка впоследствии связывала с травмами, а также с тем, что у её отца и тренера Александра Пучкова был обнаружен рак. К 2012 году отцу теннисистки удалось справиться с болезнью, и он продолжил тренировать дочь. В том же году прервалась и серия неудачных выступлений Пучковой: вначале она дошла до полуфинала турнира в Баку, а затем на US Open не только впервые за 19 турниров Большого шлема смогла пробиться в основную сетку, но и впервые в карьере вышла в третий круг турнира Большого шлема (где, впрочем, легко уступила Саре Эррани, 1-6 1-6).

#### 2013
На Открытом чемпионате Австралии Пучковой не повезло с жеребьёвкой — в первом круге ей пришлось встретиться со второй сеяной, Марией Шараповой; матч был недолгим — Шарапова не проиграла ни одного гейма. Более удачным стал для Пучковой турнир в бразильском Флорианополисе. На этом турнире в первом круге она переиграла в упорном трёхсетовом поединке бельгийку Кирстен Флипкенс, третью сеяную: 2-6 6-4 6-3. Нелёгким оказался и матч с молодой француженкой Каролин Гарсиа; затем благодаря уверенной победе (6-1 6-1) над словачкой Яной Чепеловой Пучкова сумела выйти в полуфинал, где встретилась с первым номером посева — Винус Уильямс. Матч продолжался два с половиной часа; американская теннисистка действовала не лучшим образом, испытывая явные проблемы с передвижением по корту, и хотя россиянка тоже много ошибалась, победа осталась за Пучковой — со счётом 4-6 6-4 7-5. Она вышла в свой первый за шесть лет финал турнира WTA. Победу над Винус Уильямс Пучкова назвала после матча главной в своей карьере.
Финальный матч с Моникой Никулеску также был тяжёлым, и победа досталась румынке. Выход в финал позволил Пучковой подняться на 79-ю строчку мирового рейтинга.

## Рейтинг на конец года
| Год  | Одиночный рейтинг | Парный рейтинг |
| 2012 | 103               | 268            |
| 2011 | 220               | 761            |
| 2010 | 338               | 982            |
| 2009 | 243               |                |
| 2008 | 159               | 764            |
| 2007 | 86                | 489            |
| 2006 | 38                |                |
| 2005 | 197               |                |
| 2004 | 273               | 515            |
| 2003 | 465               | 738            |
| 2002 | 748               |                |

## Выступления на турнирах

### Выступление в одиночных турнирах

#### Финалы турнировWTAв одиночном разряде (3)

##### Поражения (3)
| Легенда: До 2009 года       | Легенда: С 2009 года  |
| --------------------------- | --------------------- |
| Турниры Большого Шлема (0)  |                       |
| Олимпиада (0)               |                       |
| Итоговый чемпионат года (0) |                       |
| 1-я категория (0)           | Premier Mandatory (0) |
| 2-я категория (0)           | Premier 5 (0)         |
| 3-я категория (0)           | Premier (0)           |
| 4-я категория (0)           | International (0)     |
| 5-я категория (0)           | International (0)     |

| Титулы по покрытиям | Титулы по месту проведения матчей турнира |
| ------------------- | ----------------------------------------- |
| Хард (0)            | Зал (0)                                   |
| Грунт (0)           | Зал (0)                                   |
| Трава (0)           | Открытый воздух (0)                       |
| Ковёр (0)           | Открытый воздух (0)                       |

| №  | Дата             | Турнир                  | Покрытие | Соперник в финале | Счёт        |
| 1. | 24 сентября 2006 | Калькутта, Индия        | Ковёр    | Мартина Хингис    | 0-6 4-6     |
| 2. | 5 ноября 2006    | Квебек, Канада          | Хард     | Марион Бартоли    | 0-6 0-6     |
| 3. | 2 марта 2013     | Флорианополис, Бразилия | Хард     | Моника Никулеску  | 2-6 6-4 4-6 |

#### Финалы турнировITFв одиночном разряде (13)

##### Победы (7)
| Легенда:        |
| --------------- |
| 100 000 USD (0) |
| 75 000 USD (0)  |
| 50 000 USD (1)  |
| 25 000 USD (5)  |
| 10 000 USD (1)  |

| Титулы по покрытиям | Титулы по месту проведения матчей турнира |
| ------------------- | ----------------------------------------- |
| Хард (6)            | Зал (1)                                   |
| Грунт (0)           | Зал (1)                                   |
| Трава (1)           | Открытый воздух (6)                       |
| Ковёр (0)           | Открытый воздух (6)                       |

| №  | Дата            | Турнир                    | Покрытие | Соперник в финале  | Счёт        |
| 1. | 20 июля 2003    | Балтимор, США             | Хард     | Джьюэл Питерсон    | 6-2 6-4     |
| 2. | 11 июля 2004    | Колледж-Парк, США         | Хард     | Росана де лос Риос | 7-5 4-6 6-2 |
| 3. | 2 апреля 2006   | Хэммонд, США              | Хард     | Андреа Главачкова  | 6-3 6-4     |
| 4. | 16 июля 2006    | Филикстоу, Великобритания | Трава    | Труди Мусгрейв     | 6-2 6-1     |
| 5. | 20 августа 2006 | Бронкс, США               | Хард     | Татьяна Пучек      | 6-3 6-1     |
| 6. | 30 апреля 2011  | Минск, Беларусь           | Хард(i)  | Надежда Кичёнок    | 6-2 7-5     |
| 7. | 22 апреля 2012  | Наманган, Узбекистан      | Хард     | Донна Векич        | 3-6 6-3 6-2 |

1. ↑  Начала турнир с квалификации.

##### Поражения (6)
| №  | Дата             | Турнир            | Покрытие | Соперник в финале | Счёт        |
| 1. | 26 января 2003   | Майами, США       | Хард     | Анжела Згуна      | 4-6 2-6     |
| 2. | 3 октября 2004.  | Пелем, США        | Грунт    | Зузана Земенова   | 6-4 4-6 0-6 |
| 3. | 7 августа 2005   | Вашингтон, США    | Хард     | Эшли Харклроуд    | 2-6 1-6     |
| 4. | 11 ноября 2007   | Питтсбург, США    | Хард     | Эшли Харклроуд    | 6-4 4-6 3-6 |
| 5. | 4 мая 2008       | Шарлоттсвилл, США | Грунт    | Алексис Гордон    | 3-6 3-6     |
| 6. | 18 сентября 2011 | Реддинг, США      | Хард     | Джулия Босеруп    | 4-6 6-2 3-6 |

### Выступления в парном разряде

#### Финалы турнировITFв парном разряде (1)

##### Поражения (1)
| №  | Дата          | Турнир          | Покрытие | Партнёр         | Соперницы в финале          | Счёт    |
| 1. | 3 ноября 2002 | Минск, Беларусь | Ковёр(i) | Татьяна Уварова | Дарья Чемарда Вера Душевина | 1-6 4-6 |